# جوزف آیدو
جوزف آیدو (انگلیسی: Joseph Aidoo؛ زادهٔ ۲۹ سپتامبر ۱۹۹۵) بازیکن فوتبال اهل غنا است.
از باشگاه‌هایی که در آن بازی کرده‌است می‌توان به باشگاه فوتبال هامارابی اشاره کرد.
وی همچنین در تیم‌های ملی فوتبال زیر ۲۰ سال غنا و غنا بازی کرده‌است.